# Graphidipus collaris
Graphidipus collaris är en fjärilsart som beskrevs av Felder 1875. Graphidipus collaris ingår i släktet Graphidipus och familjen mätare. Inga underarter finns listade i Catalogue of Life.